# Keizerskroon (plant)
De keizerskroon (Fritillaria imperialis) is een plant uit de leliefamilie (Liliaceae). Een bekende verwant is de wilde kievitsbloem (Fritillaria meleagris). De keizerskroon is een winterhard bolgewas met een circa 8 × 13 cm grote bol. De afgeronde bollen hebben twee tot drie heel dikke en stijve schubben. Boven op de bol zit in het midden een opvallende holte, waar de stengel uit groeit. De keizerskroon bloeit van het midden tot het eind van de lente.

## Beschrijving
De stevige stengel groeit snel tot 90–120 cm lengte. Het onderste derde of halve deel van de stengel is bezet met vele, brede, staande tot hangende bladeren. De bovenste helft van de stengel draagt geen bladeren tot aan de bloemtros. Boven op de tros zit een krans van glanzende, smalle bladeren.
De bloemen zitten met tot zes stuks in een cirkelvormige bloeiwijze gerangschikt. Het zijn grote klokvormige bloemen. Wilde vormen hebben gele of oranje bloemen met soms een wat donkerdere adering. Aan de binnenkant hebben de bloemen dezelfde kleur, maar met een zwarte of donkergroene vlek rond de witte honingklieren. De stijl is net zo lang als de kroonbladeren en driehokkig. De vierkante, dikke zaaddozen hebben vier vleugels.

## Verspreiding
De keizerskroon komt in het wild voor van het zuiden van Klein-Azië, via Noord-Iran tot in Afghanistan en Pakistan. De plant wordt in Europa al bijna vierhonderd jaar gekweekt, nadat hij in de zestiende eeuw vanuit Turkije in Wenen was geïntroduceerd. 
In België en Nederland wordt dit bolgewas in de handel aangeboden. Er bestaan verschillende cultivars met verschillende bloemkleuren, gevulde of enkele bloemen en groen of bontgekleurd blad.

## Toepassingen
De bloem van de keizerskroon verspreidt een geur die mollen zou afschrikken. De geur komt overeen met die welke door de vos wordt verspreid. Deze geur is door het onderzoeksinstituut Plant Research International van Universiteit van Wageningen herleid tot 3-methyl-2-buteen-1-thiol, een  zwavelhoudende terpeen. Deze geur wordt ook door mensen als onaangenaam ervaren.

## Afbeeldingen

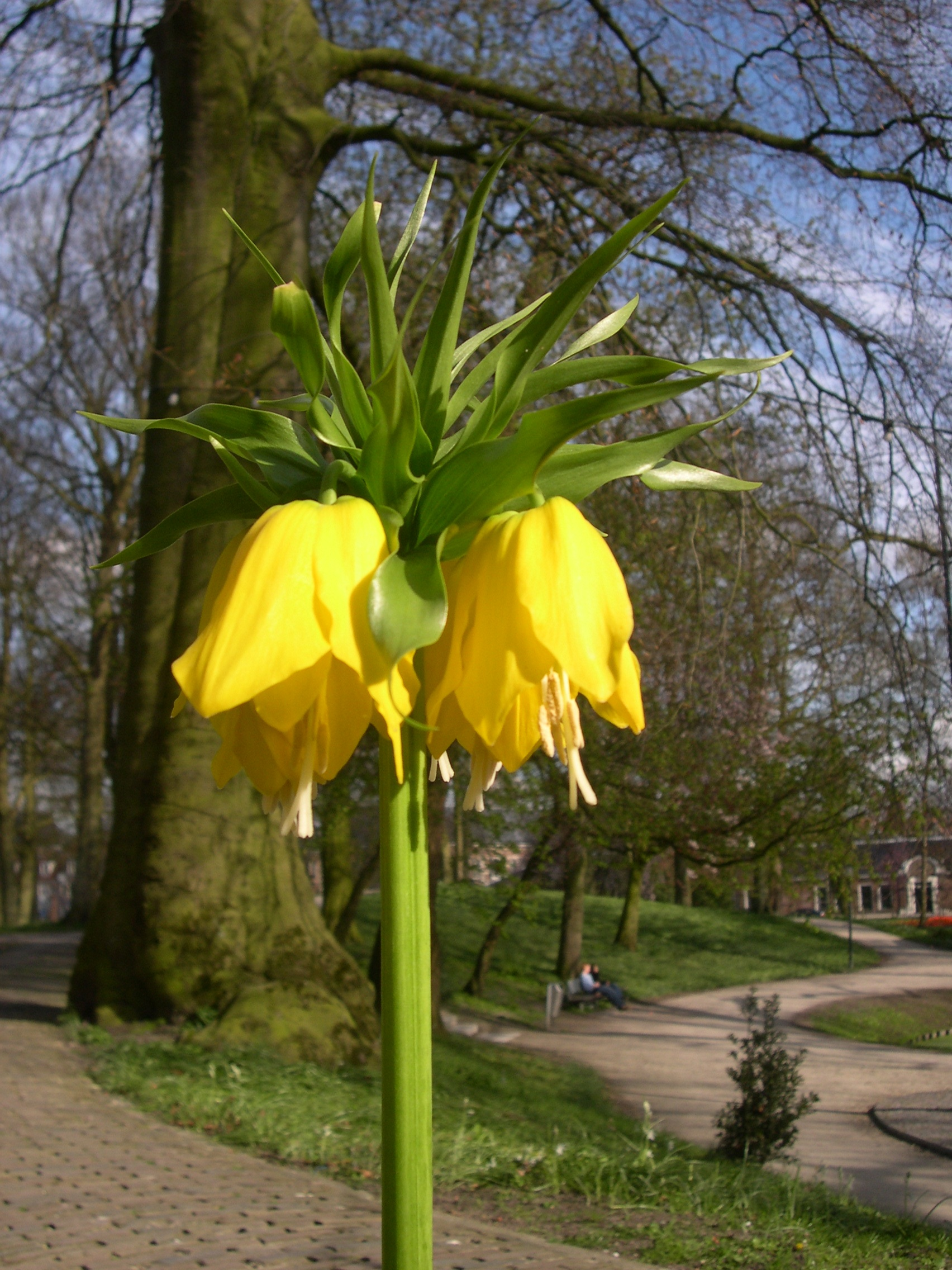
Gele variant
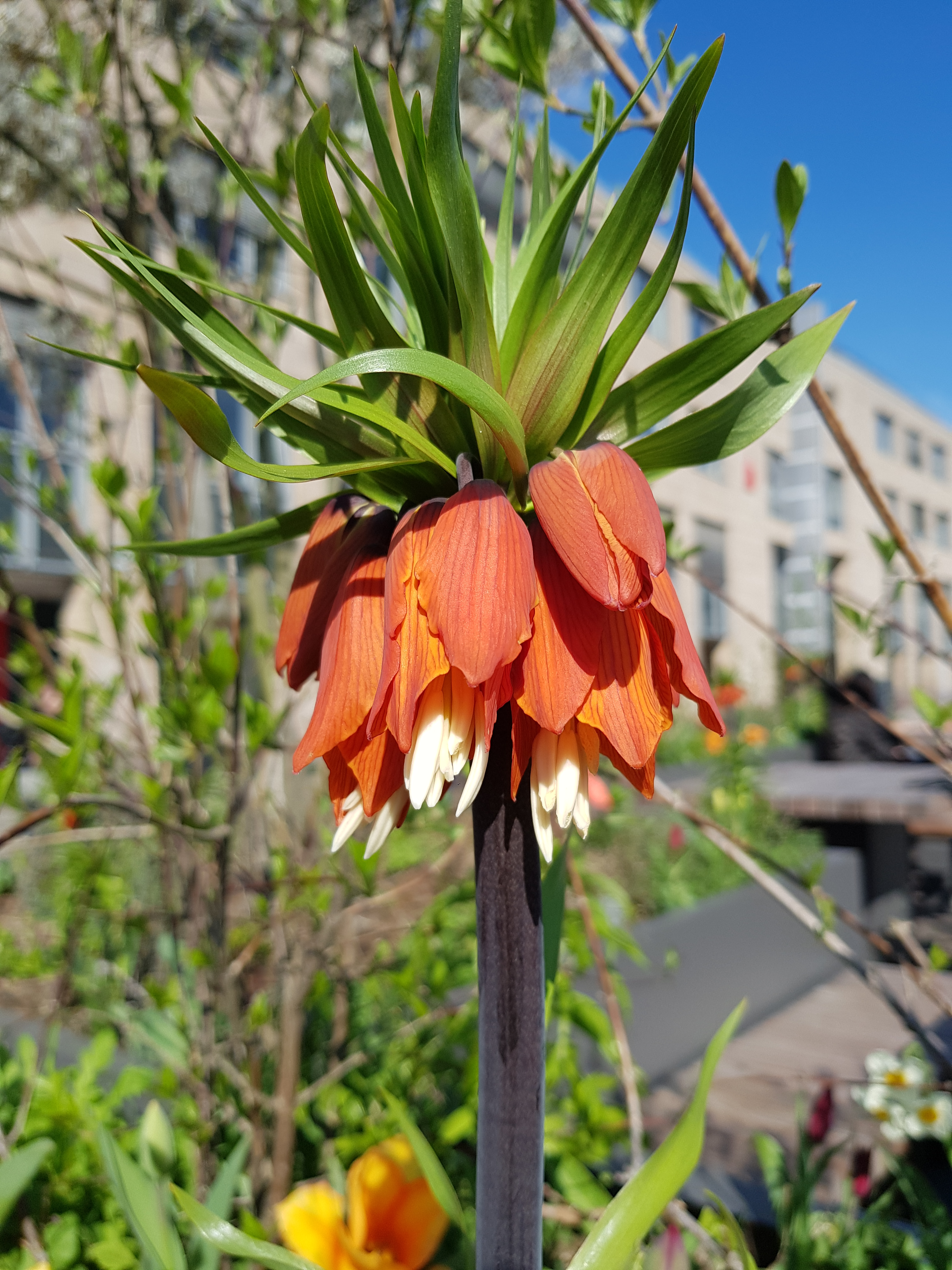
Oranje variant
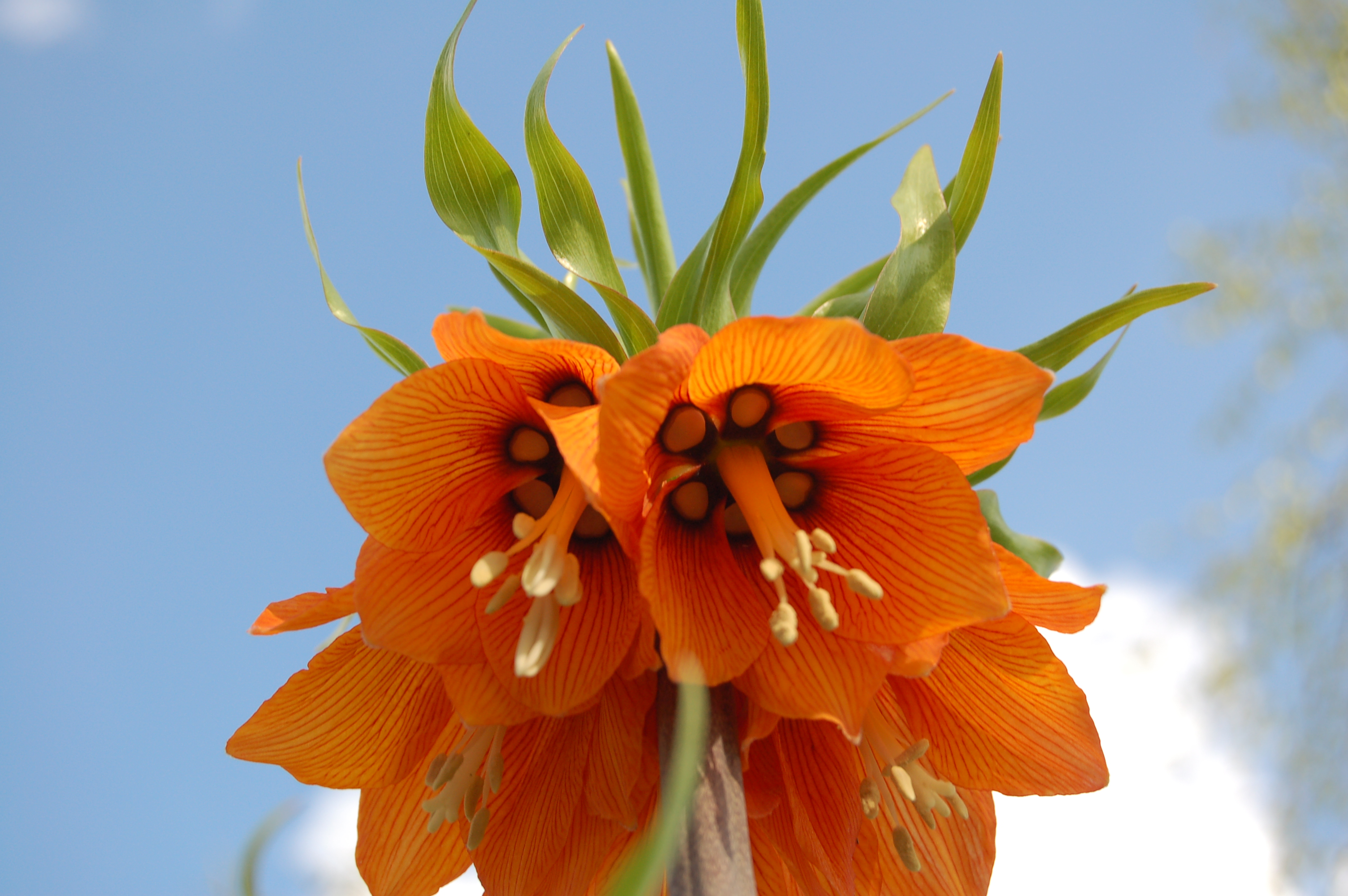
Oranje variant
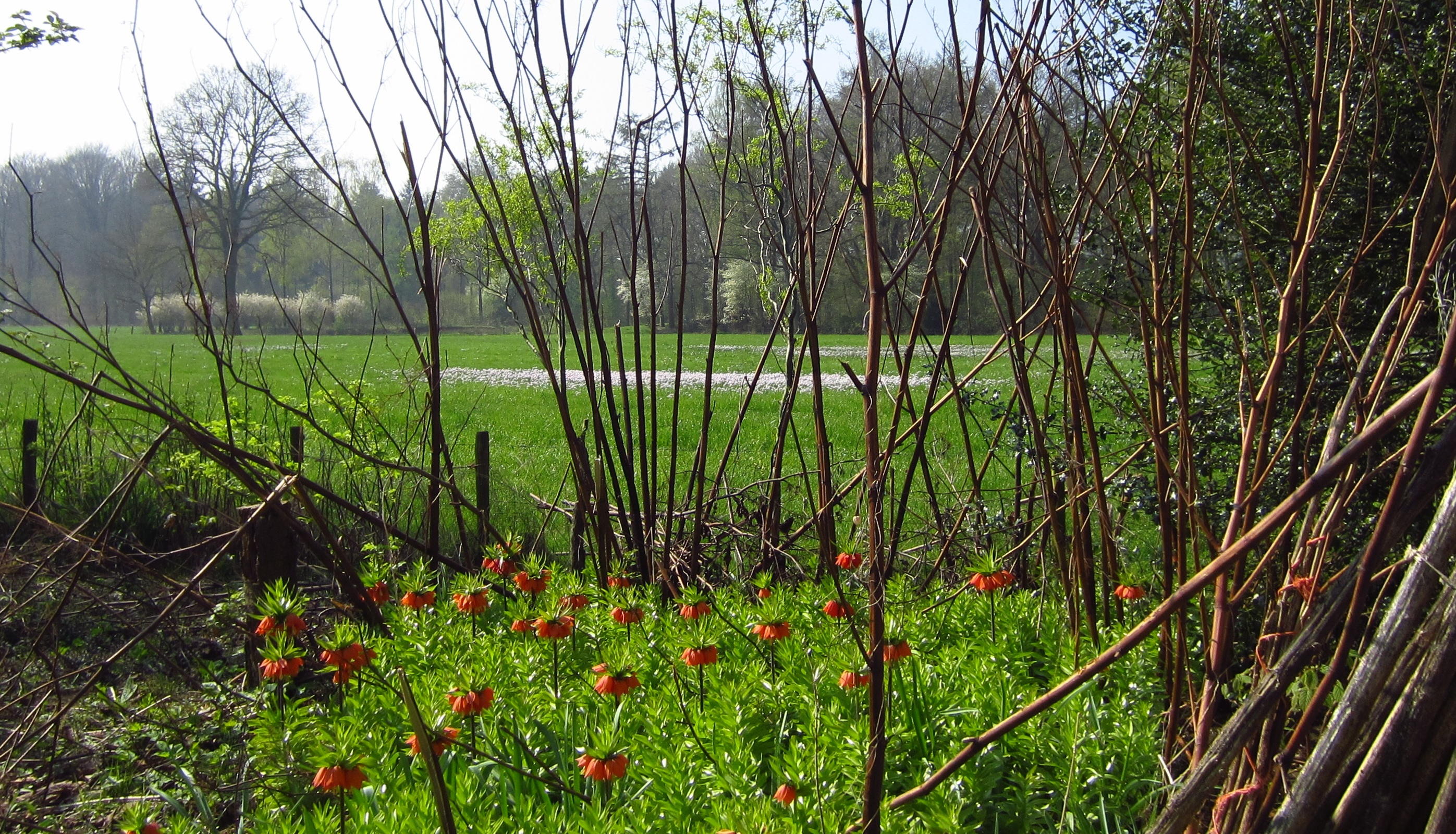
Keizerskronen in tuin